# Television Lighting Consistency Index
Der Television Lighting Consistency Index (TLCI) ist eine Kennzahl zur Bewertung von Lichtspektren bzw. Lichtqualität. Neben dem bekannten Farbwiedergabeindex (CRI bzw. Ra) mit Bezug auf 8 Referenzfarben sowie Re mit erweiterten Referenzfarben stellt der TLCI eine noch intensivere Bewertung der spektralen Zusammensetzung von Licht dar. Die EBU (Europäische Rundfunkunion, engl. European Broadcasting Union) als technisches Komitee für die Filmbranche hat 2012 diesen Index unter der genauen Bezeichnung TLCI-2012 entwickelt und unter dem Titel R137 (Television Lighting Consistency Index – 2012 und Television Luminaire Matching Factor – 2013) empfohlen.

## Geschichte
Mit Einführung und verstärkter Verwendung von LED-Technik in der Theater, Fernseh- und Filmindustrie zeigt sich, dass der seit 1960 herangezogene Farbwiedergabeindex Ra nicht mehr genügt, um das erforderliche Licht ausreichend zu beurteilen. So wird heute verstärkt die Beleuchtung in den Studios durch Verwendung von Spektrophotometern in TLCI vermessen.
Diese Empfehlung wurde innerhalb der EBU zwischen 1970 und 1980 durch die „LED Lights Project Group“ innerhalb eines EBU-Strategie-Programms entwickelt und erfuhr mit R137.A 2012 eine Aktualisierung.

## Berechnungsverfahren
Zur Messung des TLCI werden genau die Farborte herangezogen, welche auch für die Aufnahme und Anzeige auf Geräten der Fernsehtechnik (Kameras, Displays) relevant sind. Unter Verwendung eines Spektrophotometers bietet die Industrie inzwischen eine Vielzahl tragbarer Geräte an, die das Lichtspektrum auf 24 Farborte im Farbdiagramm hin untersuchen und über einen Algorithmus den Index, der sich von 0 bis 100 erstreckt, errechnen.

## Darstellung der Messergebnisse
Die Messergebnisse werden graphisch in Form einer Farbtafel (vgl. Colorchecker) dargestellt. Ergänzend sind die Farbwerte in direktem Vergleich mit den Referenzwerten abgebildet. Prozentangaben geben ein Maß für die Abweichung an. 

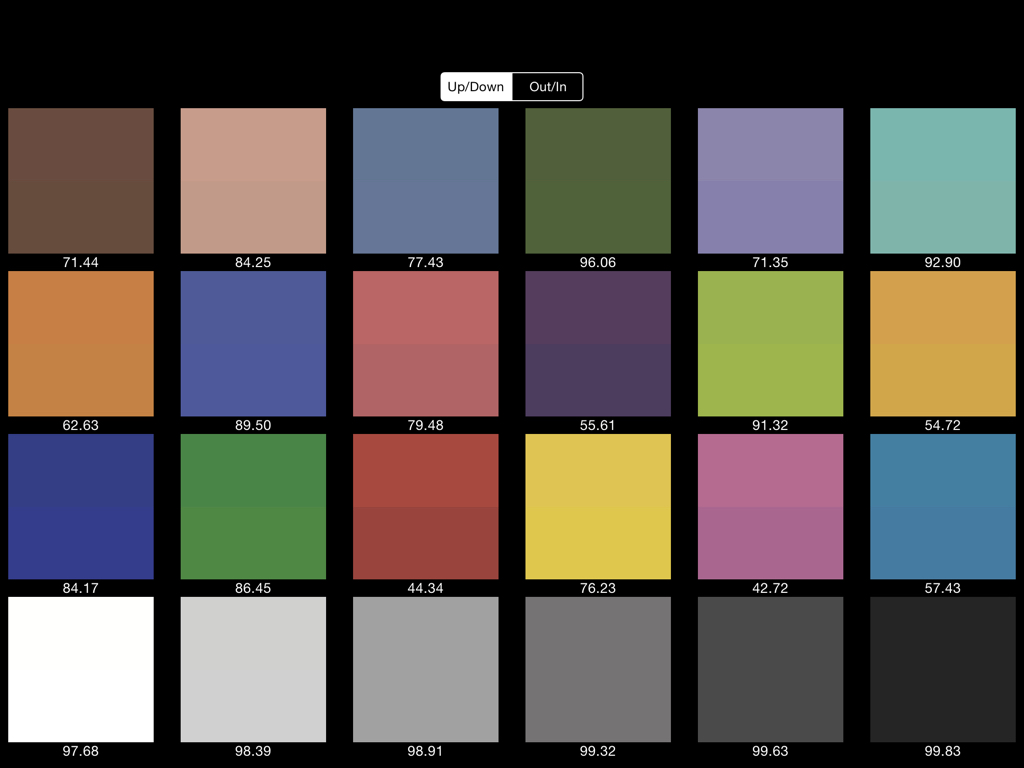
Farbtafel, bestehend aus Referenzfarben und gemessenen Farbwerten im Vergleich

Ergänzend zur Farbtafel berechnet das Messverfahren nach TLCI-2012 auch die Korrekturwerte als Empfehlung für den Coloristen, Kameramann oder Fotografen zum nachträglichen Abgleich bei der digitalen Bild- und Videoverarbeitung.

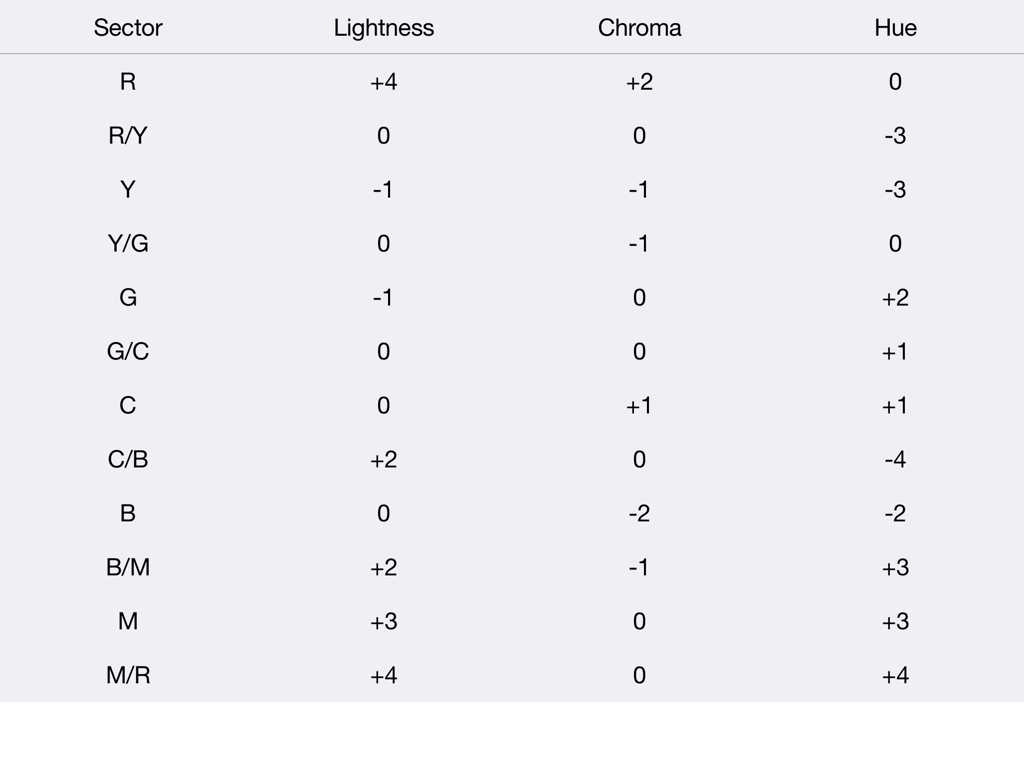
Korrekturvorschläge der Lichtmessung für den Kameramann bzw. Coloristen nach Helligkeit, Farbwert und Sättigung

## Bewertung der Messwerte
| TLCI       | Bedeutung |
| ---------- | --- |
| 85 bis 100 | Die Farbdarstellungsfehler sind gering; es ist keine Korrektur der Farbwerte erforderlich.                                                                      |
| 75 bis 85  | Der Produzent wird vermutlich Korrekturen an der Farbeinstellung vornehmen. Das Ergebnis ist gerade noch akzeptabel.                                            |
| 50 bis 75  | Der Produzent wird mit großer Sicherheit Farbkorrekturen vornehmen müssen, um ein akzeptables Ergebnis zu erhalten. Der Zeitaufwand ist beachtlich.             |
| 25 bis 50  | Die Farbwiedergabe ist schlecht. Zur Korrektur ist Improvisation unter Kompromissen nötig. Die TV-Anforderungen können jedoch nicht vollständig erfüllt werden. |
| 0 bis 25   | Die Farbwiedergabe ist nahezu unbrauchbar. Farbkorrekturen sind kaum mehr möglich.                                                                              |